# پت هرینگتون جونیور
پت هرینگتون جونیور (انگلیسی: Pat Harrington, Jr.؛ زادهٔ ۱۳ اوت ۱۹۲۹ - درگذشته ۰۶ ژانویه ۲۰۱۶) هنرپیشه اهل ایالات متحده آمریکا بود. وی از سال ۱۹۵۳ تا ۲۰۱۶ میلادی مشغول فعالیت بود.
از فیلم‌هایی که وی در آن‌ها نقش داشته است، می‌توان به باد آورده را باد می‌برد اشاره نمود.